# A68 road
Die A68 ist eine Fernstraße im Vereinigten Königreich, die von Darlington bis zur Ringautobahn der schottischen Hauptstadt Edinburgh verläuft. Als primary route zählt sie zum wichtigsten britischen Fernstraßennetz unterhalb der Autobahnen.

## Verlauf
Die Straße beginnt am Kreisverkehr Northgate Roundabout am Nordrand der Altstadt von Darlington und verlässt die Stadt zunächst in nordwestlicher Richtung. Hinter West Auckland wendet sich die Straße mehr nördlich, überquert bei Corbridge den Tyne und läuft von dort in langen schnurgeraden Abschnitten durch Northumberland bis zur schottischen Grenze bei Carter Bar, wo sie auf 418 m ASL ihren höchsten Punkt erreicht. Am Rand des Northumberland-Nationalparks nimmt sie in Elishaw mit der A696 road eine von Newcastle upon Tyne kommende Primary route auf, in Schottland bei Oxton mit der A697 road, die von Morpeth kommt, eine weitere. Von der Passhöhe Carter Bar steigt sie in einigen Kurven wieder ab und verläuft dann in stetiger nordnordwestlicher Richtung durch einige kleinere Ortschaften und Städte bis zum City of Edinburgh Bypass (A720 road), den autobahnähnlich ausgebauten südlichen Halbring der schottischen Hauptstadt.
Zwischen Corbridge und Rochester sowie nördlich von Jedburgh folgt die A68 in langen Abschnitten der historischen Dere Street und trägt dort auch diesen Namen.

## Ausbau
Ein 4 km langer südlicher Abschnitt der A68 (vom Swan House Roundabout bis zur Stadtgrenze Darlington) ist autobahnähnlich mit getrennten Fahrbahnen ausgebaut. In diesem Bereich liegt die Kreuzung mit der A1(M) an deren Anschlussstelle Nr. 58.
Ansonsten besitzt die A68 – abgesehen von wenigen Metern an Knotenpunkten – einen Fahrstreifen pro Fahrtrichtung bei markierter Mittellinie.

## Umbauten
CorbridgeUrsprünglich verlief die Straße durch die Innenstadt. Heute trifft sie östlich der Stadt in einem Kreisverkehr auf die als Umgehungsstraße ausgebaute A69, die sie in westlicher Richtung auf 4,7 km Strecke mitbenutzt, bis sie nördlich von Corbridge von ihr abzweigt und sich wieder nach Norden wendet.
EdinburghLange Zeit verlief die A68 durch die Stadt Dalkeith außerhalb des City of Edinburgh Bypass und weiter bis in die Innenstadt von Edinburgh. Heute umgeht sie Dalkeith östlich, der alte Abschnitt ist heute innerhalb des Bypass zur A7 umgewidmet.

## Besonderheiten
Die Grenzüberquerung der A68 nach Schottland auf Carter Bar ist in weitem Bereich die einzige einer Hauptfernstraße; die nächstgelegenen Grenzübergänge von primary routes bilden die A697 bei Coldstream (36 km nordöstlich) und die A7 nördlich von Carlisle (45 km südwestlich).
Ein bekanntes Merkmal der A68 sind ihre zahlreichen Kuppen und Senken, vor allem im welligen Hügelland westlich von Newcastle upon Tyne.
Vom City of Edinburgh Bypass bis zur Abzweigung der A696 20 km südlich der englisch-schottischen Grenze ist die A68 Teil der Europastraße 15.